# Sidney M. Cohen
Pour les articles homonymes, voir Cohen.
Sidney M. Cohen est un réalisateur, scénariste et producteur canadien.

## Filmographie

### comme réalisateur
- 1972 : Canada A.M. (série télévisée)
- 1979 : The Mad Dash (série télévisée)
- 1979 : Say Powww (série télévisée)
- 1982 : Thrill of a Lifetime (série télévisée)
- 1985 : Midday (série télévisée)
- 1987 : Test Pattern (série télévisée)
- 1992 : Jeux Olympiques - Barcelone (spécial TV)
- 1997 : TimeChase (série télévisée)
- 2000 : Porthole TV (série télévisée)
- 2007 : Reach for the Top (série télévisée)
- 2007 : Inside the Box (série télévisée)

### comme scénariste
- 1979 : The Mad Dash (série télévisée)

### comme producteur
- 1969 : Strategy (série télévisée)
- 1978 : The Mad Dash (série télévisée)
- 1981 : Thrill of a Lifetime (série télévisée)